# Alexander Bahar
Alexander Bahar (* 1960 in Long Beach, Kalifornien) ist ein deutscher Historiker, Redakteur und Publizist.

## Leben und Wirken
Bahar wurde als Sohn eines aus dem Iran stammenden Vaters und einer aus Deutschland stammenden Mutter in Kalifornien geboren, siedelte aber schon früh in die Bundesrepublik über.
Er studierte Geschichte, Politikwissenschaft, Philosophie und Ethnologie an der Albert-Ludwigs-Universität Freiburg und Johann Wolfgang Goethe-Universität Frankfurt am Main, wo er 1992 mit der Studie Sozialrevolutionärer Nationalismus zwischen Konservativer Revolution und Sozialismus – am Beispiel Harro Schulze-Boysen und seiner Zeitschrift Der Gegner promoviert wurde. Danach arbeitete er als Lektor für den Bereich Kunstgeschichte beim Daco-Verlag in Stuttgart und dann als wissenschaftlicher Mitarbeiter bei Walther Hofer am Historischen Institut der Universität Bern. Seit April 2001 ist er als freiberuflicher Historiker, Publizist und Lektor tätig. Bis 2007 war er Chefredakteur der Diplomatischen Depesche. Seit 2009 unterrichtet er außerdem als Gymnasiallehrer und Dozent.
Bahar trat 1992 als Bearbeiter und Neuherausgeber der erstmals 1972 erschienenen Dokumentation Walther Hofers und anderer zum Reichstagsbrand hervor, welche die These vom Alleintäter Marinus van der Lubbe beim Reichstagsbrand 1933 zu widerlegen suchte. Seither stehen vor allem Bahars Forschungen zur Täterfrage beim Reichstagsbrand im Zentrum seiner Arbeit. 2000 suchte er in seiner zusammen mit Wilfried Kugel verfassten Studie Der Reichstagsbrand den Nachweis zu führen, dass am Abend des 27. Februar 1933 ein SA-Sonderkommando unter Führung von Hans Georg Gewehr den Plenarsaal des Reichstages mit einer selbstentzündlichen Flüssigkeit präpariert habe, ehe dieser von dem als einzig greifbarem, angeblichen Täter van der Lubbe betreten wurde. Diese These ist in der Geschichtswissenschaft umstritten, da Bahar seine Beweisführung im Wesentlichen auf eine Indizienkette stützt. Das Buch wurde von der Presse zumeist ablehnend rezensiert. So wurde etwa moniert, dass es mit einem für Verschwörungstheorien typischen Argument arbeite, nämlich dem frühen Tod angeblicher Mitwisser, die als solche aus dem Weg geräumt worden seien. Warum die Nationalsozialisten damit anderthalb Jahre gewartet hätten, nämlich vom Reichstagsbrand bis zu den Röhm-Morden am 30. Juni 1934, werde nicht beantwortet. Demgegenüber zeigte sich Helge Buttkereit im Deutschlandfunk von Bahars und Kugels Argumentation überzeugt. Auch der Historiker Marcus Giebeler kam in seiner 2010 erschienenen Darstellung der Reichstagsbrandkontroverse zu einer positiven Einschätzung von Bahars und Kugels Beweisführung.
Im Jahr 2007 fungierten Bahar und Wilfried Kugel beim Zweiten Deutschen Fernsehen in dessen Sendung Abenteuer Wissen als Experten zur Rekonstruktion des mysteriösen Brandanschlages. Bei dem ARD-Fernsehfilm Nacht über Berlin mit Anna Loos und Jan Josef Liefers, der am 20. Februar 2013 im Ersten gesendet wurde, wirkte Bahar zunächst als Berater mit, trat aber von dieser Funktion zurück, als seine Korrekturvorschläge am Drehbuch nicht bzw. nur unzureichend umgesetzt wurden. Zuletzt beschäftigte sich Bahar ausführlich mit den Menschenrechtsverletzungen im Zuge des von der US-Regierung geführten Krieges gegen den Terror.

## Schriften
Autor
- Sozialrevolutionärer Nationalismus zwischen Konservativer Revolution und Sozialismus. Harro Schulze-Boysen und der „Gegner“-Kreis. Verlag Dietmar Fölbach, Koblenz 1992, ISBN 3-923532-18-0 (Zugl.: Frankfurt/Main, Univ., Diss., 1992).
- (mit Wilfried Kugel und Jürgen Schmädeke) Der Reichstagsbrand in neuem Licht. In: Historische Zeitschrift, Band 269, 1999, Heft 3, S. 603–651.
- (mit Wilfried Kugel) Der Reichstagsbrand. Wie Geschichte gemacht wird. edition q, Berlin 2000, ISBN 3-86124-513-2. (Das Buch wurde sehr beachtet. Hier eine lobende Rezension des Historikers Martin Moll in eforum Zeitgeschichte, Mai 2002: eforum Zeitgeschichte und ein Verriss des Historikers  Henning Köhler in der FAZ, 22. Februar 2002: faz.net)
- Der verdrängte Völkermord an den Armeniern im ersten Weltkrieg. In: Bulletin für Faschismus- und Weltkriegsforschung. Edition organon, Berlin, Heft 24 (2005).
- Die Nazis und der Reichstagsbrand. In: Dieter Deiseroth (Hrsg.): Der Reichstagsbrand und der Prozess vor dem Reichsgericht. Verlagsgesellschaft Tischler, Berlin 2006, ISBN 3-922654-65-7, S. 145–195.
- Folter im 21. Jahrhundert. Auf dem Weg in ein neues Mittelalter? Dtv, München 2009, ISBN 978-3-423-40171-5.
- (mit Wilfried Kugel): Der Reichstagsbrand. Geschichte einer Provokation. PapyRossa, Köln 2013, ISBN 978-3-89438-495-1.
- Reich gegen Empire und Ein düsterer Weg … In: Das Jahr 1914. Verlag Wiljo Heinen, Berlin / Böklund 2015, ISBN 978-3-95514-023-6, S. 36–46 u. S. 122–133.
- Das neue alte „Reich des Bösen“: Wie ein Kriegs-Feindbild aufgefrischt wird. In: Klaus-jürgen Bruder, Christoph Bialluch, Jörg Hein (Hrsg.): Krieg um die Köpfe. Der Diskurs der Verantwortungsübernahme – psychologische, sozialwissenschaftliche und medienkritische Betrachtungen. Psychosozial-Verlag, Gießen 2016, ISBN 978-3-8379-2540-1, S. 103–117.
- Der Kronstädter Aufstand. In: Heidi Beutin, Hans-Ernst Böttcher, Uwe Polkaehn (Hrsg.): Die Novemberrevolution 1918/1919. Ossietzky Verlag, Dähre 2019, ISBN 978-3-944545-16-5, S. 14–39.
- Der Reichstagsbrandprozess. In: Groenewold, Ignor, Koch (Hrsg.): Lexikon der Politischen Strafprozesse. lexikon-der-politischen-strafprozesse.de abgerufen am 29. November 2019.
- Harro Schulze-Boysen und der Gegner-Kreis. Widerstand im Spannungsfeld zwischen Sozialismus und Nationalismus. In: Beutin, Beutin, Bleicher-Nagelsmann, Walter, Wörmann-Adam (Hrsg.): „Widerstand ist nichts als Hoffnung“. Widerständigkeit für Freiheit, Menschenrechte, Humanität und Frieden. Talheimer Verlag, Mössingen-Talheim 2021, ISBN 978-3-89376-190-6, S. 205–234.

Herausgeber
- (mit Walther Hofer u. a.) Der Reichstagsbrand: Eine wissenschaftliche Dokumentation. Ahriman, Freiburg 1992, ISBN 3-922774-80-6.